# Wizzard
Ne doit pas être confondu avec Wizard.
Wizzard est un groupe de rock britannique des années 1970 issu de Birmingham.

## Histoire
En 1971-1972, Roy Wood et Jeff Lynne mettent un terme à l'existence de leur ancien groupe, The Move, afin de se consacrer entièrement à leur nouveau projet : Electric Light Orchestra. Après la sortie de son premier album (The Electric Light Orchestra, 1971), Wood abandonne l'Orchestra à Lynne pour partir dans d'autres directions musicales. Il forme Wizzard avec des musiciens de la région de Birmingham, parmi lesquels le claviériste Bill Hunt et le violoncelliste Hugh McDowell, également issus d'ELO, et le bassiste Rick Price, un ex-Move.
Avec ses costumes et maquillages colorés, Wizzard se fait rapidement remarquer, et place un premier single dans le Top 10, Ball Park Incident, en janvier 1973. Les deux singles suivants du groupe, See My Baby Jive et Angels Fingers, atteignent la première place du hit-parade britannique. Le single de Noël I Wish It Could Be Christmas Everyday ne se classe quant à lui que quatrième, derrière Merry Xmas Everybody de Slade, mais il est devenu un classique dans la programmation des radios et télévisions britanniques à l'époque des fêtes de fin d'année. La même année sort le premier album du groupe, Wizzard Brew : moins accessible, il ne rencontre pas le même succès.
Wizzard place encore un single dans le Top 10 en 1974 avec Rock 'n' Roll Winter et sort son deuxième album, Introducing Eddy & The Falcons, hommage au rock des années 1950 et 1960. Toutefois, le groupe connaît de nombreuses difficultés : le grand nombre de membres (près d'une dizaine) rend sa gestion très difficile, et les nombreuses heures passées en studio ont également un prix. Les concerts ne parviennent pas à assurer l'équilibre financier du groupe, qui finit par se séparer à la fin de l'année 1975.

## Discographie
Toutes les positions correspondent aux hit-parades britanniques (UK Albums Chart et UK Singles Chart).

### Albums
- 1973 : Wizzard Brew (29e)
- 1974 : Introducing Eddy & The Falcons (19e)
- 2000 : Main Street

### Singles
- novembre 1972 : Ball Park Incident / The Carlsberg Special (6e)
- mars 1973 : See My Baby Jive / Bend Over Beethoven (1er)
- juillet 1973 : Angels Fingers / You Got the Jump on Me (1er)
- novembre 1973 : I Wish It Could Be Christmas Everyday / Rob Roy's Nightmare (4e)
- avril 1974 : Rock 'n' Roll Winter / Dream of Unwin (6e)
- août 1974 : This Is the Story of My Love (Baby) / Nixture (34e)
- décembre 1974 : Are You Ready to Rock / Marathon Man (8e)
- octobre 1975 : Rattlesnake Roll / Can't Help My Feeling
- mars 1976 : Indiana Rainbow / The Thing Is This (sous le nom de « Roy Wood's Wizzard »)
- 1981 : I Wish It Could Be Christmas Everyday (réédition, 41e)
- 1984 : I Wish It Could Be Christmas Everyday (rentrée de la réédition de 1981, 23e)
- 2007 : I Wish It Could Be Christmas Everyday (réédition, 16e)
- 2008 : I Wish It Could Be Christmas Everyday (réédition, 31e)